# Jacquiniella globosa
Jacquiniella globosa là một loài thực vật có hoa trong họ Lan. Loài này được (Jacq.) Schltr. mô tả khoa học đầu tiên năm 1920.

## Hình ảnh

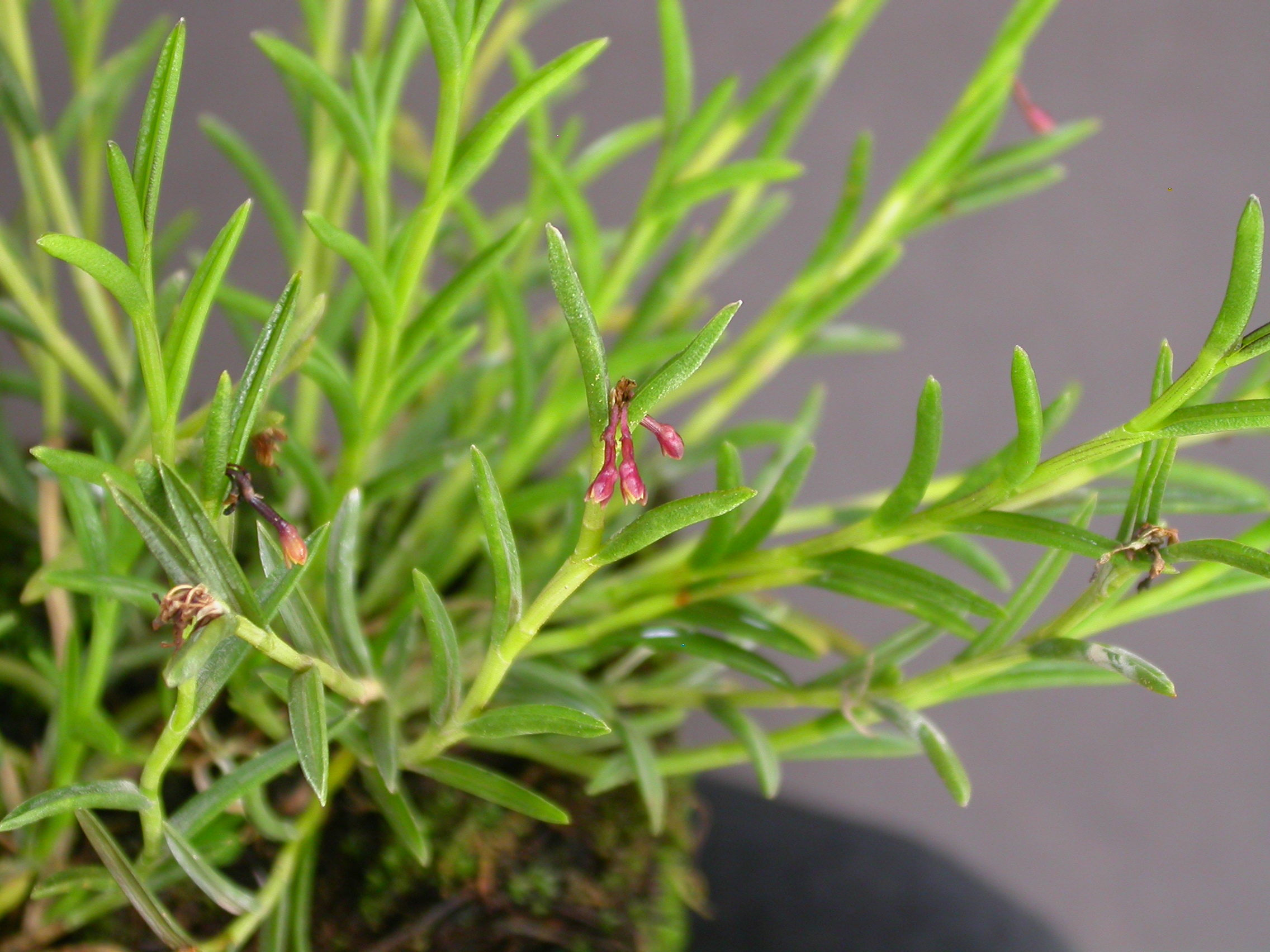